# Park-šuma Remete
Park-šuma Remete, park-šuma u Hrvatskoj i jedna od 17 park-šuma na prostoru Grada Zagreba. Nalazi se u Remetama, na padinama Medvednice.
Obuhvaća šumske sastojine koje se prostiru uzduž ulica Remete, Bukovačka cesta te zapadno od potoka Bliznec, prema Remetskomu kamenjaku. Nalazi se na nadmorskoj visini između 158 m n.m. i 300 m n.m. Većinu šumskih sastojina tvori hrast kitnjak s primjesama običnoga graba, bukve, bagrema, pitomog kestena i ostalih vrsta drveća. Uz potoke mjestimice rastu stabla crne johe.
Sastojine su generativnog i vegetativnog postanka. U sastojinama generativnog postanka stabla su izrasla iz sjemena. Zato takve sastojine nazivamo sjemenjače. U sastojini vegetativnog postanka stabla su nastala rastom izbojaka nakon sječe prethodne sastojine. Takve se sastojine još nazivaju panjačama.
Ukupna površina iznosi 107,70 ha od čega na šume odpada 49,60 ha. Sve su šume privatne, stoje i vidljivo i iz strukturnih podataka niske drvne mase koja iznosi 115,00 m3/ha i prirasta od 4,00 m3/ha. Sastojine hrasta kitnjaka, bukve i ostalih pripadajućih vrsta poremećene strukture nastale su kao posljedice neurednog gospodarenja. U njima treba provoditi obimne zahvate njege radi formiranja kvalitetnije strukture te radove prirodne i umjetne obnove. Državnih šuma je 0,00 ha, privatnih 49,60 ha, ostalih površina 58,10 ha. Prosječna drvna zaliha je 115,00 prostornih metara po hektaru. Prosječni godišnji tečajni prirast je 4,00 prostorna metra po hektaru.